# Drottningdal och Näs
Drottningdal och Näs är en av SCB avgränsad och namnsatt småort i Norrtälje kommun, Stockholms län. Den omfattar bebyggelse i Drottningdal och Näs i Roslags-Bro socken, norr om Roslagsbro kyrka. I Drottningdal fanns 2021 skola, förskola, sporthall, fotbollsplaner och elljusspår.